# 阿方索·拜爾拉提
阿方索·拜爾拉提（義大利語：Alfonso Bialetti，1888年6月17日—1970年3月5日），生於義大利卡薩萊科爾泰切羅，工業設計師、發明家與企業家，為摩卡壼的共同發明者。他創立了拜爾拉提（Bialetti）公司，主要生產摩卡壼。

## 生平
阿方索·拜爾拉提曾至法國留學，並在法國製鋁工業中工作了十年。
1919年，阿方索·拜爾拉提在其家鄉皮埃蒙特，成立工作室，創立了拜爾拉提（Bialetti）公司，其業務主要為生產各式鋁製品。
在1920年代，阿方索·拜爾拉提開始研究家用的咖啡製造機具。1933年，阿方索·拜爾拉提與其公司的設計師Luigi De Ponti，研發出摩卡壼。
1939年，第二次世界大戰爆發，在墨索里尼統治下的義大利，將鋁列為戰爭管制物資。1940年，摩卡壼被迫停產。
在第二次世界大戰結束後，阿方索·拜爾拉提將公司經營交給其長子雷納透·拜爾拉提。